# Папуга-довгокрил
Папуга-довгокрил (Poicephalus) — рід птахів родини папугових (Psittacidae). Включає дев'ять видів, що мешкають у континентальній Африці на південь від Сахари.

## Опис
Розміром приблизно з дрозда. Довжина тіла 20-24 см, хвоста — 7 см. Крила у них довгі, досягають кінця хвоста. Наддзьоб великий і сильно загнутий. Вуздечка голі. Хвіст закруглений.

## Утримання
Їх утримують у міцних вольєрах, покритих сіткою номер 16. Деревні конструкції повинні бути захищені від дзьобів, здатних завдати серйозні пошкодження. Дорослі птахи поводяться обережно, але вигодувані з рук пташенята зазвичай стають хорошими друзями. Живуть вони довго, наприклад, папуга-довгокрил сенегальський — до 40 років і більше.

## Види
- Poicephalus crassus — папуга-довгокрил жовтоокий
- Poicephalus cryptoxanthus — папуга-довгокрил буроголовий
- Poicephalus flavifrons — папуга-довгокрил жовтоголовий
- Poicephalus gulielmi — папуга-довгокрил червонолобий
- Poicephalus meyeri — папуга-довгокрил жовтоплечий
- Poicephalus robustus — папуга-довгокрил капський
- Poicephalus rufiventris — папуга-довгокрил червоногрудий
- Poicephalus rueppellii — папуга-довгокрил ангольський
- Poicephalus senegalus — папуга-довгокрил сенегальський